# Lystjärnen (Norrbärke socken, Dalarna)
Lystjärnen är en sjö i Smedjebackens kommun i Dalarna och ingår i Norrströms huvudavrinningsområde.